# Paradarisa nigrescens
Paradarisa nigrescens là một loài bướm đêm trong họ Geometridae.